# Otto B.V.
Otto B.V. is een Nederlandse webwinkel. Het bedrijf, dat begon als postorderbedrijf, is onderdeel van de Duitse Otto Group. Het assortiment omvat mode-, woon-, multimedia- en huishoudelijke producten.

## Geschiedenis
Het bedrijf is opgericht in 1979 en was een van de eerste postorderbedrijven van Nederland. Het productaanbod werd aangeprezen via catalogi die via de post werden verspreid. Artikelen werden door klanten per post of telefonisch besteld. Het verzenden van pakketten verliep ook via de post.
In de eerste 30 jaar van haar bestaan ontwikkelt Otto zich van een traditioneel postorderbedrijf naar een post- en online organisatie. In 1998 wordt de webwinkel gelanceerd. De focus naar online verschuift met name vanaf het jaar 2000. Medio 2009 kondigt het bedrijf aan in 2010 volledig online te willen opereren. Hierdoor stopt Otto in het najaar van 2010 met het uitgeven van de traditionele catalogus.

## Onderscheidingen
In 2005 won Otto met 21.262 stemmen een publieksprijs van de Nationale Thuiswinkel Awards in de categorie kleding en persoonlijke verzorging. De Thuiswinkel Awards publieksprijs XL in de categorie lingerie & ondermode werd in 2011 gewonnen.